# 韋斯頓縣 (懷俄明州)
韦斯顿县（英語：Weston County）是位于美国怀俄明州的郡，东部与南达科他州接壤。根据2020年美國人口普查显示，该县人口为6,838人。该县的县治及最大城市皆为纽卡斯尔。